# Französische Philosophie
Die französische Philosophie bildet einen wichtigen Teil der Philosophie des Westens. Von Petrus Abaelardus im Mittelalter über die Philosophie der Neuzeit bis zum Existentialismus, der Phänomenologie und dem Strukturalismus im 20. Jahrhundert hat sie immer wieder Anstöße gegeben.

## Renaissance
Von einer nationalen Identität der Philosophie kann man auch in Frankreich erst mit der Bindung an einen Nationalstaat und der Bindung an eine eigene Sprache in etwa mit der Zeit der Renaissance reden. Prominente frühe Vertreter waren Jean Bodin, ein früher Denker des Staatsrechts, sowie Michel de Montaigne, der mit seinen Essais einen neuen literarischen Stil in die Philosophie einbrachte, der bis in die Gegenwart – vor allem in Frankreich – wirksam ist. Seine Themen waren der Mensch und die Moral.

## Barock

### Descartes

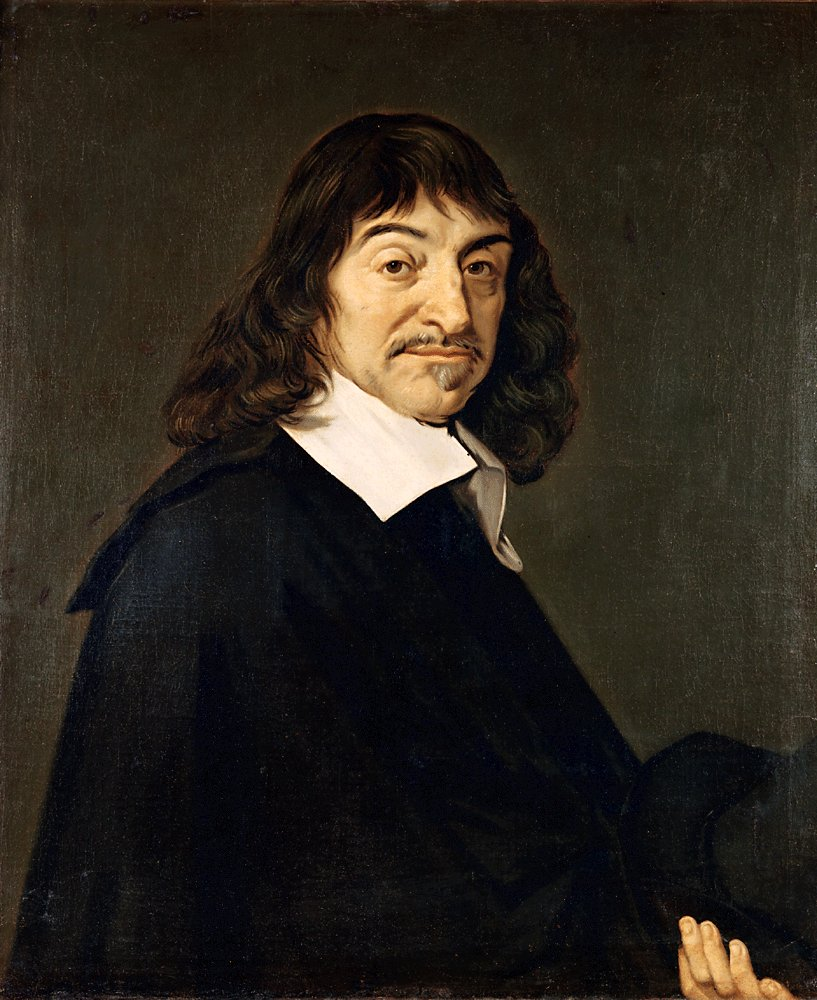
René Descartes in einem Porträt von Frans Hals, 1648

Einen grundlegenden Anstoß für die Philosophie überhaupt gab René Descartes, den man als den Begründer der Bewusstseinsphilosophie und des Rationalismus bezeichnen kann. 
René Descartes gilt oft als der wichtigste französische Philosoph überhaupt, so dass die Franzosen sich selbst oft als "cartésien" (cartesianisch) bezeichnen. Descartes ist ursprünglich ein Mathematiker, der die sog. analytische Geometrie begründet hat. Er hat dann aufgrund seiner Praxis als Mathematiker und seinen Reflexionen über die mathematische Arbeitsweise (in Reguluae ad directionem ingenii und im Discours de la méthode) eine neue Methode entwickelt, die er in vier Regeln im Discours zusammengefasst hat.

### Pascal

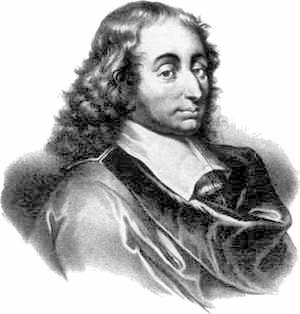
Blaise Pascal

Blaise Pascal war ebenfalls ein Mathematiker ersten Ranges, der die Grundlagen der Wahrscheinlichkeitsrechnung entwickelte. Pascal sprach in den Pensées dem Rationalismus ab, die Stellung des Menschen in der Welt erklären und zum Seelenfrieden beitragen zu können. Dies war für ihn nur in einer kontemplativen Ausrichtung auf den Glauben möglich.

## Aufklärung
Der Schriftsteller und Astronom Pierre Bayle, der mit dem Dictionnaire historique et critique ein weit verbreitetes Wörterbuch schuf, Voltaire, mit seinen Schriften gegen Feudalismus und Absolutismus (Candide oder der Optimismus) sowie gegen religiösen Fanatismus (Mahomet der Prophet), Montesquieu als Begründer der Gewaltenteilung, der Mediziner La Mettrie als Vordenker des Materialismus, der Enzyklopädist Diderot, Condillac, der in Frankreich den Lockeschen Sensualismus vertrat, und Rousseau, der vor allem mit dem Bildungsroman Émile und der staatstheoretischen und religionskritischen Schrift Le Contrat social (=der Gesellschaftsvertrag) bekannt wurde, sind die herausragenden Vertreter der französischen Aufklärung.

## 19. Jahrhundert
Im 19. Jahrhundert entfaltete besonders Auguste Comte als Begründer des Positivismus und Impulsgeber für die Soziologie erhebliche Wirkung. Als eigentlicher Urvater der empirischen Sozialwissenschaften ist allerdings Émile Durkheim anzusehen. Die frühe, für die französische Philosophie traditionell werdende sozialistische Denkrichtung vertraten Henri de Saint-Simon, Charles Fourier und Pierre-Joseph Proudhon. Im Bereich der Logik und der Erkenntnistheorie sind der herausragende Mathematiker Henri Poincaré sowie der Physiker Pierre Duhem als Begründer des Konventionalismus hervorzuheben. Eine hohe Wirkung entfaltete die Lebensphilosophie von Henri Bergson, die noch bis in die Gegenwart Motive für Positionen liefert, die sich kritisch mit der Rationalität der modernen Gesellschaft auseinandersetzen, insbesondere im Zeitbegriff der Dauer im Gegensatz zur empiristisch analytischen Zeit als Abfolge.

## 20. Jahrhundert
Im 20. Jahrhundert ist die französische Philosophie sehr stark geprägt durch Bezüge auf Edmund Husserl und Martin Heidegger, aber auch eine neue Rezeption von Friedrich Nietzsche. Ausgewiesene Phänomenologen waren Emmanuel Levinas, der eine Philosophie des Anderen, durch den das Selbstverhältnis bestimmt wird, entwickelte, ebenso wie Paul Ricœur, der eine umfassende Analyse des Willens erarbeitete und neben Einflüssen auf die Existenzphilosophie vor allem die Hermeneutik in Frankreich hoffähig machte. Im Mittelpunkt der Phänomenologie von Merleau-Ponty standen Untersuchungen zur Wahrnehmung, Leiblichkeit, Sprache und Geschichte. Alexandre Koyré verband die Phänomenologie mit der Dialektik Hegels und einer existentialistischen Sichtweise und war so prägend für seinen Schüler Jean-Paul Sartre, der ausgehend von der Phänomenologie sein Konzept eines atheistischen Existentialismus begründete. Wie Sartre war Albert Camus Schriftsteller mit einer existentialistischen Grundhaltung.

### Epistemologie und Wissenschaftsgeschichte
Es gibt eine spezifisch französische Tradition der historischen Epistemologie, für die neben Koyré und Duhem vor allem die Namen Gaston Bachelard und Georges Canguilhem stehen. An deren Arbeiten knüpfen später Althusser und Foucault an.

### Der Einfluss des Strukturalismus
In der zweiten Hälfte des vergangenen Jahrhunderts kamen wesentliche Anstöße für die französische Philosophie aus dem in der Linguistik von Ferdinand de Saussure entwickelten Strukturalismus, einem wissenschaftsorientierten Gegenkonzept zur Hermeneutik und der Sprachanalytischen Philosophie, der vor allem Anwendung in der ethnologischen Anthropologie von Claude Lévi-Strauss fand. Der Psychoanalytiker Jacques Lacan, der Freud radikalisierte und auch im Unbewussten eine symbolische Struktur sah, übernahm von Saussure und Roman Jakobson Begrifflichkeiten und deutet sie um. Louis Althusser, dem auch Bedeutung als Lehrer Foucaults zukommt, unterzog als bedeutender Vertreter der marxistischen Theorie die Texte von Marx einer strukturalistischen Lektüre. Er trug zur Theorie der Ideologie bei.

### Poststrukturalismus
Vor allem ist der Strukturalismus Bezugspunkt für den Poststrukturalismus, der sich von der abstrakten und ahistorischen Sprachuntersuchung abwendet. Als einer der Begründer dieser Bewegung gilt Jacques Derrida, der stark von Georges Bataille und Maurice Blanchot beeinflusst wurde. Derridas Strategie der Dekonstruktion liegt ein erweitertes Verständnis von Text als allgemeiner Verweisungszusammenhang zugrunde. Sie verfolgt die Umkehrung und Verschiebung der Oppositionen, die die Metaphysik strukturieren. Als Lektüre von Texten (im engeren Sinn) geht sie mit "gleichschwebender Aufmerksamkeit" (Freud) vor, d. h., sie interessiert sich nicht nur für den Gang der Argumentation, sondern auch für scheinbar Nebensächliches, das der sozusagen offiziellen These eines Textes widerspricht. Dabei ist das Ergebnis der Untersuchung wie in der Hermeneutik niemals abgeschlossen; im Gegensatz zur Hermeneutik geht es aber gerade nicht darum, einen Text auf das, was er sagen 'will', zu reduzieren.
Roland Barthes, der als Mitbegründer der Semiologie gilt, setzte die Dekonstruktion in den Bereichen Film und Mode ein. Jean Baudrillard setzte sich vor allem mit Fragen der modernen Medien, des Cyberspace, des Fundamentalismus und der Globalisierung auseinander.

### Foucault
Neben Derrida war Michel Foucault eine der prägenden Figuren der modernen französischen Philosophie. Auch er wird dem Poststrukturalismus, aber auch der Postmoderne zugerechnet. Einer seiner Schlüsselbegriffe ist der Diskurs, unter dem er die Sprachregelung der Gesellschaft zu jeweils bestimmten Sachverhalten verstand. Von einem solchen Diskurs geht eine normierende Macht aus, die oftmals in der Ausgrenzung und Benachteiligung von Minderheiten wie Asylanten, psychisch Kranken oder Strafgefangenen gipfelt. Auch in der Philosophie der Vernunft, der Rationalität sah Foucault einen solchen ausgrenzenden Diskurs, der z. B. aufgrund nicht rationaler Verhaltensweisen aus dem Narren des Mittelalters einen psychisch Kranken macht, der nicht mehr in der Mitte der Gesellschaft steht, sondern in einer besonderen Einrichtung von der Gesellschaft ferngehalten wird. Gilles Deleuze war mit Foucault befreundet und hat keinen phänomenologischen oder strukturalistischen Hintergrund. Als Kritiker des Rationalismus befasste er sich intensiv mit Nietzsche und veröffentlichte zusammen mit Félix Guattari Arbeiten über „Kapitalismus und Schizophrenie“. Der Begriff der Postmoderne wurde eigentlich von Jean-Francois Lyotard geprägt, der sich für die Anerkennung eines radikalen gesellschaftlichen Pluralismus einsetzte. Als weitere Vertreter der Postmoderne sind zu nennen André Glucksmann, Bernard-Henri Lévy, Luce Irigaray, Julia Kristeva und Jean-Luc Nancy.

### Institutionen
Die Philosophie profitiert in Frankreich von einer starken institutionellen Verankerung. So muss in Frankreich jeder Schüler in der "terminale", also dem letzten Jahr vor dem Abitur ein Jahr Philosophieunterricht absolvieren. In Deutschland hat sich der Philosophieunterricht in den letzten Jahren erst als "Ersatzfach" für Religion etabliert. Auf avanciertem Niveau wird die Philosophie nicht nur an den Universitäten unterrichtet, sondern z. B. auch an der École normale supérieure und der École des Hautes Études en Sciences Sociales, wo Derrida unterrichtete, und an eigens dafür gegründeten Institutionen wie dem Collège international de philosophie. Auch Wissenschaftler anderer Disziplinen wie z. B. Claude Lévi-Strauss und Pierre Bourdieu hatten eine philosophische Ausbildung, was die transdisziplinäre Kommunikation erleichtert.

### Auseinandersetzung mit der Psychoanalyse
Ein wichtiges Merkmal der französischen Philosophie im 20. Jahrhundert ist die sehr intensive Auseinandersetzung mit der Psychoanalyse. Dies gilt für so unterschiedliche Philosophen wie Althusser, Cornelius Castoriadis, Derrida, Foucault, Deleuze, Paul Ricœur, Luce Irigaray u. a.